# 錫蘭 (印第安納州)
錫蘭（英語：Ceylon）是位於美國印第安納州亞當斯縣的一個非建制地區。該地的面積和人口皆未知。

## 地理
錫蘭的座標為40°36′24″N 84°57′12″W / 40.60667°N 84.95333°W，而該地的平均海拔高度為260米（即853英尺）。